# Gomati (distrikt)
Gomati (bengalsk: গোমতী জেলা) er et distrikt i den indiske delstat Tripura. Distriktets hovedstad er Udiapur.
Distriktet blev oprettet den 21. januar 2012, da fire nye distrikter blev skabt i Tripura og  antallet af distrikter i staten gik fire til otte.